# Camtho
Camtho eller isiCamtho är ett sydafrikanskt zulubaserat blandspråk. Gränsen mellan camtho och språkvarianten tsotsitaal är mycket flytande men ofta avses med tsotsitaal varianter som står närmare afrikaans medan camtho står närmare zulu. Bägge har många lånord från sesotho, engelska och setswana. Camtho talas mest av ungdomar i urbana delar av Gautengprovinsen. Camtho uppfattas som en nyare och mindre etablerad variant av tsotsitaal, snarare ett pidginspråk än ett kreolspråk.
Många föredrar att tala om "camtho" istället för "tsotsitaal" eftersom det senare namnet kan uppfattas som nedvärderande då ordet tsotsi betyder förbrytare.
Namnet camtho är zulu och betyder ungefär "snack-språket". Begynnelsekonsonanten c uttalas som en smackning.   